# Jesús Arellano
José de Jesús Arellano Alcocer (ur. 8 maja 1973 w Monterrey) piłkarz meksykański grający na pozycji skrzydłowego.

## Kariera klubowa
Arellano pochodzi z Monterrey i tam też rozpoczął piłkarską karierę w klubie CF Monterrey. W 1993 roku zadebiutował w rozgrywkach ligi meksykańskiej, ale dopiero rok później zaczął grać w pierwszym składzie zespołu. W Monterrey grał przez 4,5 roku, i w styczniu 1998 przed rozpoczęciem fazy Clausura przeszedł do Chivas Guadalajara, ówczesnego mistrza fazy Verano. W Chivas grał przez 2 lata, a w sezonie 1998/1999 zdobywając 9 goli uzyskał swój najlepszy dorobek bramkowy w dotychczasowej karierze. W klubie z Guadalajary wystąpił łącznie w 72 ligowych meczach i zdobył 13 goli, a zimą 2000 powrócił do CF Monterrey. W 2003 roku osiągnął z tym klubem swój pierwszy duży sukces w karierze, jakim było wywalczenie mistrzostwa fazy Clausura. W kolejnym sezonie został z Monterrey mistrzem Apertura, a w 2005 roku powtórzył to osiągnięcie.
| Sezon   | Klub               | Kraj   | Rozgrywki                  | Mecze | Bramki |
| ------- | ------------------ | ------ | -------------------------- | ----- | ------ |
| 1993/94 | CF Monterrey       | Meksyk | Primera División           | 8     | 0      |
| 1994/95 | CF Monterrey       | Meksyk | Primera División           | 29    | 3      |
| 1995/96 | CF Monterrey       | Meksyk | Primera División           | 28    | 0      |
| 1996/97 | CF Monterrey       | Meksyk | Primera División           | 27    | 5      |
| 1997/98 | CF Monterrey       | Meksyk | Primera División           | 13    | 2      |
| 1997/98 | Chivas Guadalajara | Meksyk | Primera División           | 16    | 3      |
| 1998/99 | Chivas Guadalajara | Meksyk | Primera División           | 38    | 9      |
| 1999/00 | Chivas Guadalajara | Meksyk | Primera División           | 18    | 1      |
| 1999/00 | CF Monterrey       | Meksyk | Primera División           | 14    | 1      |
| 2000/01 | CF Monterrey       | Meksyk | Primera División           | 27    | 3      |
| 2001/02 | CF Monterrey       | Meksyk | Primera División           | 25    | 3      |
| 2002/03 | CF Monterrey       | Meksyk | Primera División           | 32    | 1      |
| 2003/04 | CF Monterrey       | Meksyk | Primera División           | 34    | 5      |
| 2004/05 | CF Monterrey       | Meksyk | Primera División           | 14    | 4      |
| 2005/06 | CF Monterrey       | Meksyk | Primera División           | 27    | 7      |
| 2006/07 | CF Monterrey       | Meksyk | Primera División           | 31    | 3      |
| 2007/08 | CF Monterrey       | Meksyk | Primera División           |       |        |
|         |                    |        | Łącznie w Primera División | 381   | 50     |

## Kariera reprezentacyjna
W reprezentacji Meksyku Arellano zadebiutował 7 lutego 1996 roku w przegranym 1:2 meczu z Chile. W 1998 roku został powołany do kadry na Mistrzostwa Świata we Francji, na których był rezerwowym, ale wystąpił we wszystkich meczach Meksyku: grupowych wygranym 3:1 z Koreą Południową oraz zremisowanych po 2:2 z Belgią i Holandią, a także w przegranym 1:2 w 1/8 finału z Niemcami.
W 2002 Arellano znalazł się w kadrze Javiera Aguirre na Mistrzostwa Świata 2002. Tam był już podstawowym zawodnikiem zespołu i wystąpił we dwóch grupowych meczach, wygranym 2:1 z Ekwadorem i zremisowanym 1:1 z Reprezentacja Włoch w piłce nożnej oraz przegranym 0:2 w 1/8 finału z USA.
Natomiast w 2006 roku selekcjoner drużyny narodowej Ricardo Lavolpe powołał Arellano na jego trzecie z rzędu mistrzostwa świata. Dzięki zaliczeniu Mistrzostw Świata w Niemczech Jesús stał się siódmym meksykańskim zawodnikiem, który grał na przynajmniej trzech Mundialach. Na niemieckiech boiskach wystąpił jednak tylko w grupowym meczu z Angolą (0:0).
W swojej karierze Arellano zaliczył też występy na takich turniejach jak: Puchar Konfederacji 1999 (zwycięstwo), Złoty Puchar CONCACAF 2000 (ćwierćfinał), Copa América 2001 (wicemistrzostwo), Złoty Puchar CONCACAF 2003 (mistrzostwo i nagroda MVP turnieju) oraz Copa América 2004 (ćwierćfinał).